# Echter Steinsame
Der Echte Steinsame (Lithospermum officinale), kurz auch Steinsame genannt (weitere Trivialnamen sind Steinhirse, Meerhirse und Perlhirse), ist eine Pflanzenart aus der Gattung Steinsamen (Lithospermum) innerhalb der Familie der Raublattgewächse (Boraginaceae).

## Beschreibung

### Vegetative Merkmale

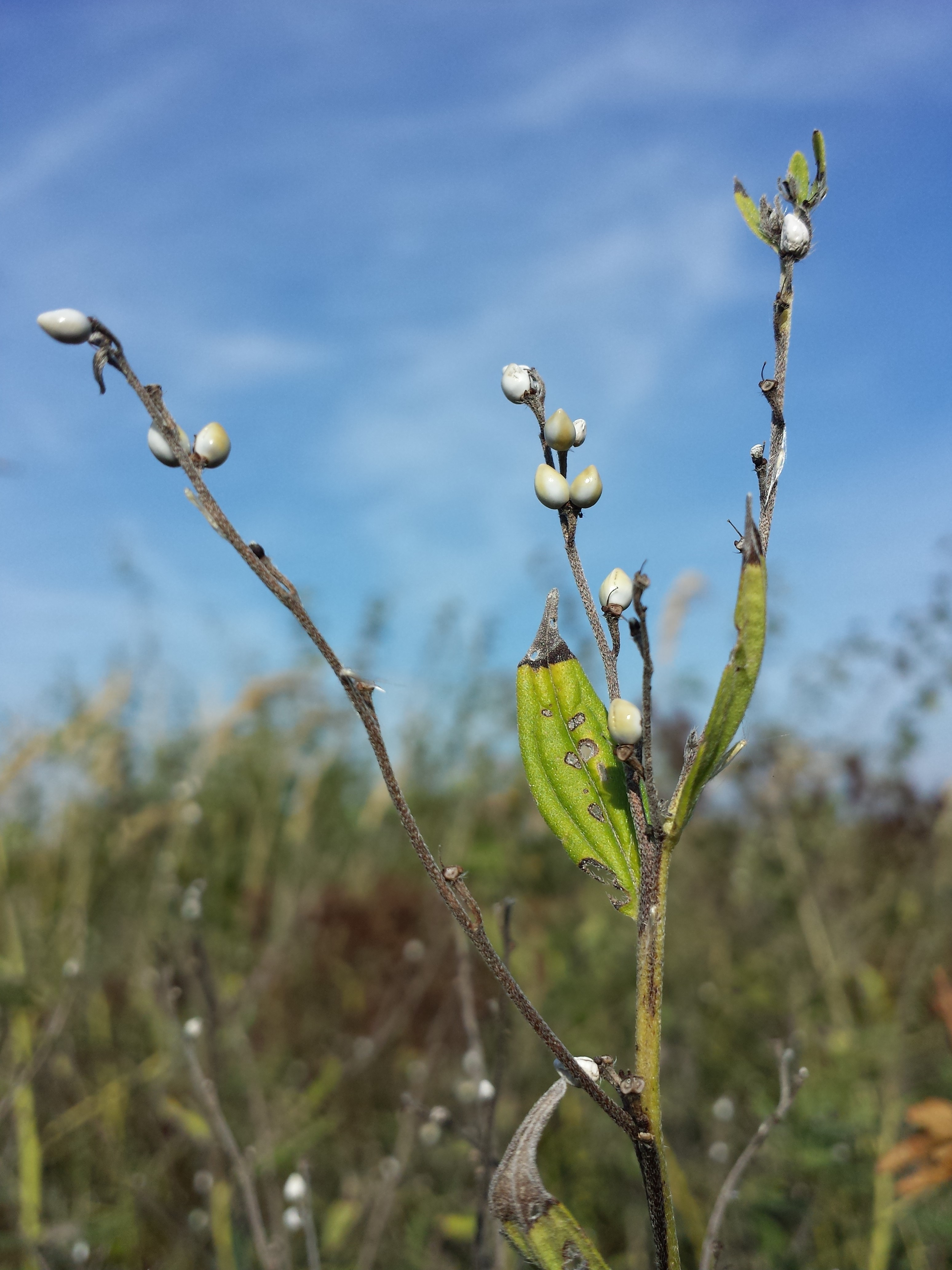
Fruchtstand

Der Echte Steinsame ist eine krautige Pflanze und erreicht Wuchshöhen von 30 bis 100 Zentimetern. Es wird ein aufrechtes, kurzes, mehrköpfigem, holziges Rhizom gebildet. Seine Stängel stehen zu mehreren, sind steif, reichästig, rund und rau. Die Laubblätter sind lanzettlich oder länglich-lanzettlich, sitzend, am Grund zur Blütezeit hinfällig, 5 bis 10 Zentimeter lang, 1 bis 2 Zentimeter breit, ganzrandig, derb.

### Generative Merkmale
Die Blüten stehen in Doppelwickeln. Sie sind kurz gestielt und die Stiele sind aufrecht. Die Kelchzipfel sind linealisch, stumpf und von abstehenden Haaren zottig. Die Blüten sind grünlich-gelblich-weiß, 4 bis 5 mm lang, 3 bis 5 mm breit. Die Krone überraget den Kelch nicht oder nur wenig. Die Kronzipfel sind stumpf und mit kleinen flaumig behaarten Schlundsülsten versehen. Die Teilfrüchtchen sind 3 bis 4 mm lang, glatt, glänzend, weiß, mit wenigen Grübchen. Sie sind steinhart, was der Pflanze ihren Namen gegeben hat.
Die Chromosomenzahl beträgt 2n = 28.

## Ökologie
Der Echte Steinsame ist ein Hemikryptophyt. Die schwach vorweiblichen Blüten werden durch Insekten bestäubt oder es erfolgt Selbstbestäubung.
Die kugeligen, senfkorngroßen Teilfrüchte sind kleinen Steinen ähnlich und sind reich an Kieselsäure und an Karbonat. Die Teilfrüchte werden hauptsächlich durch fließendes Wasser transportiert.

## Vorkommen
Der Echte Steinsame ist auf der Nordhalbkugel in Europa, Westasien, im Kaukasusraum, in Pakistan, Nepal, Bhutan und Indien, in Zentralasien, Sibirien, in der Mongolei, in China sowie in Nordamerika weitverbreitet. In Europa wird er nördlich von Elbe und Weichsel zunehmend seltener. Die nördlichsten europäischen Vorkommen liegen in Norwegen bei 70° nördlicher Breite. Auf der Südhalbkugel ist er ein Neophyt und tritt dort selten auf.
Der Echte Steinsame siedelt zerstreut als Stromtalpflanze in verlichteten Eichen-Ulmen-Auenwäldern, an Waldwegen und in Gebüschsäumen. Er bevorzugt frische, nährstoff- und kalkreiche Lehm- und Tonböden. Die Pflanze ist in Mitteleuropa eine Charakterart der Ordnung der Staudensäume an Gehölzen (Origanetalia vulgaris), kommt aber auch in Gesellschaften des Verbands Berberidion oder im Querco-Ulmetum des Verbands Alno-Ulmion vor.

## Standorte und Verbreitung in Mitteleuropa
Der Echte Steinsame braucht  mull- und kalkhaltigen, lockeren  Lehm- oder Tonboden.
Er besiedelt lichte warme, doch nicht zu trockene Laubwälder und Waldsäume. Er ist in Mitteleuropa eine Charakterart der Trockenwaldsäume (Origanetalia vulgaris).
In Mitteleuropa kommt er im Tiefland vereinzelt nur östlich der Elbe; in den Mittelgebirgen mit Kalkstein nur in milden Lagen vor; im Jura und im Alpenvorland ist er fast erloschen, in den Alpen tritt er nur in warmen Tälern auf. In den Allgäuer Alpen steigt er im Vorarlberger Teil am Fuß der Felsabstürze am Gopfberg bis zu einer Höhenlage von 1180 Metern auf. Im Schweizer Jura erreicht er 1205 Meter Meereshöhe, in Südtirol am Monte Baldo 1570 Meter.
Die ökologischen Zeigerwerte nach Landolt & al. 2010 sind in der Schweiz: Feuchtezahl F = 3+w (feucht aber mäßig wechselnd), Lichtzahl L = 3 (halbschattig), Reaktionszahl R = 4 (neutral bis basisch), Temperaturzahl T = 4 (kollin), Nährstoffzahl N = 3 (mäßig nährstoffarm bis mäßig nährstoffreich), Kontinentalitätszahl K = 3 (subozeanisch bis subkontinental).

## Inhaltsstoffe
Die Pflanzenteile sind kaum giftig. Wirkstoffhaltige Pflanzenteile sind die Samen. Wirkstoffe sind Octatetraensäure, Lithospermsäure, Pyrrolizidinalkaloide.

## Nutzung
Gemäß der Signaturenlehre nahm man den Echten Steinsamen (genannt auch „Weiße Steinbreche“ und lateinisch Cauda porcina, womit im Süden auch die Rindszungen-Art Lithospermum tenuiflorum L. bezeichnet wurde) bzw. dessen „Samen“ (lateinisch granum solis, grana solis, milium solis [„Sonnenhirse“] und lithospermum) früher gegen Steinleiden. Auch gegen Rheuma sollte er helfen.
Die Wurzel enthält Lithospermin, dieses ist in Ostasien jedoch in Europa kaum zu Färbezwecken verwendet worden. Bei der nahe verwandten Art, Lithospermum erythrorhizon Siebold & Zucc., die auch schon als Varietät zu Lithospermum officinale gestellt wurde, wurde die Wurzel in Ostasien zu Färbezwecken verwendet. Besonders im alten China nutzte man sie zum Färben von Wolle und Seide. Der darin enthaltene Naphthochinonfarbstoff Shikonin liefert violette und purpurne Farbtöne.

## Bilder

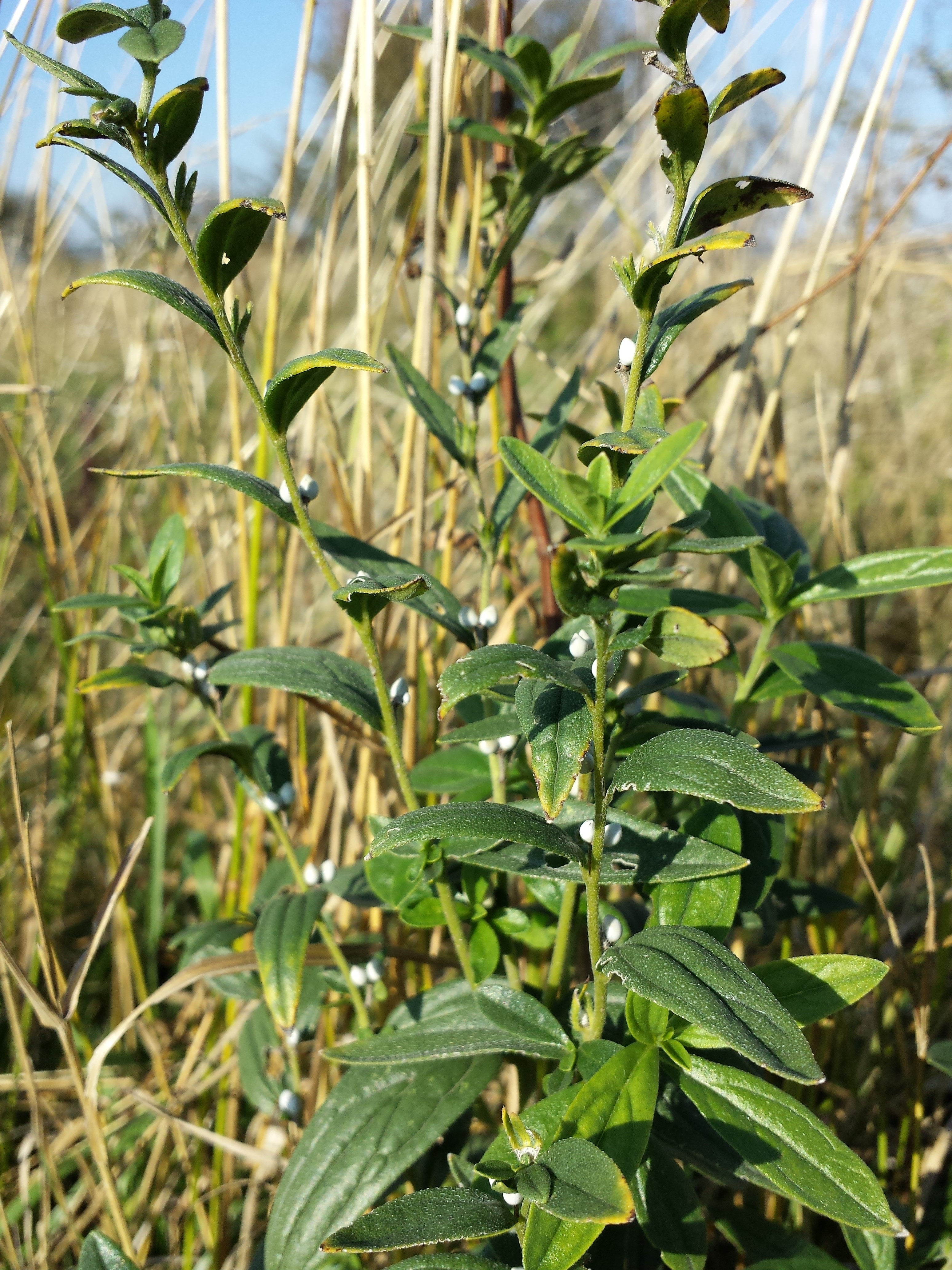
Fruchtende Pflanze
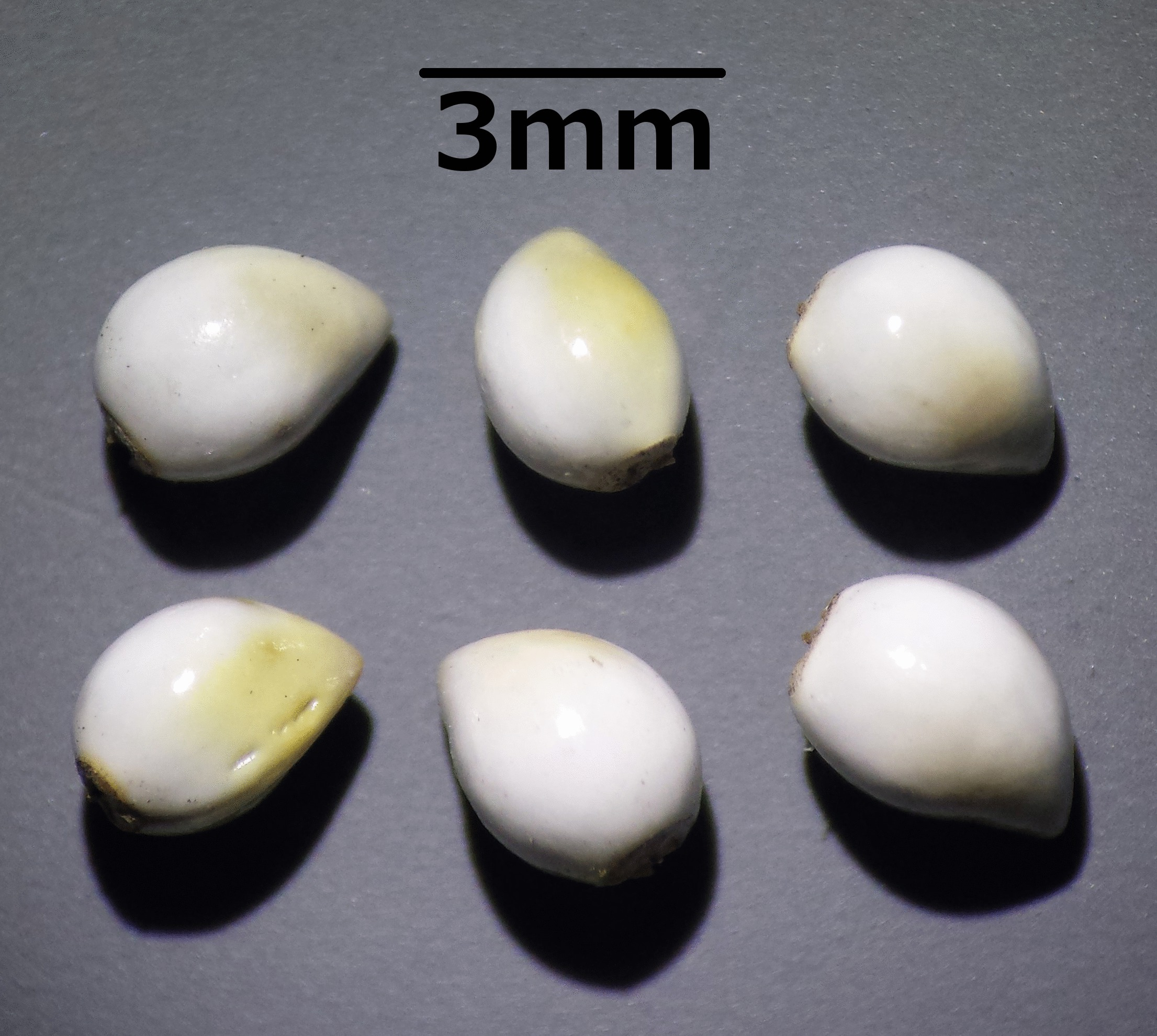
Die Oberfläche der Teilfrüchte erinnert an Porzellan
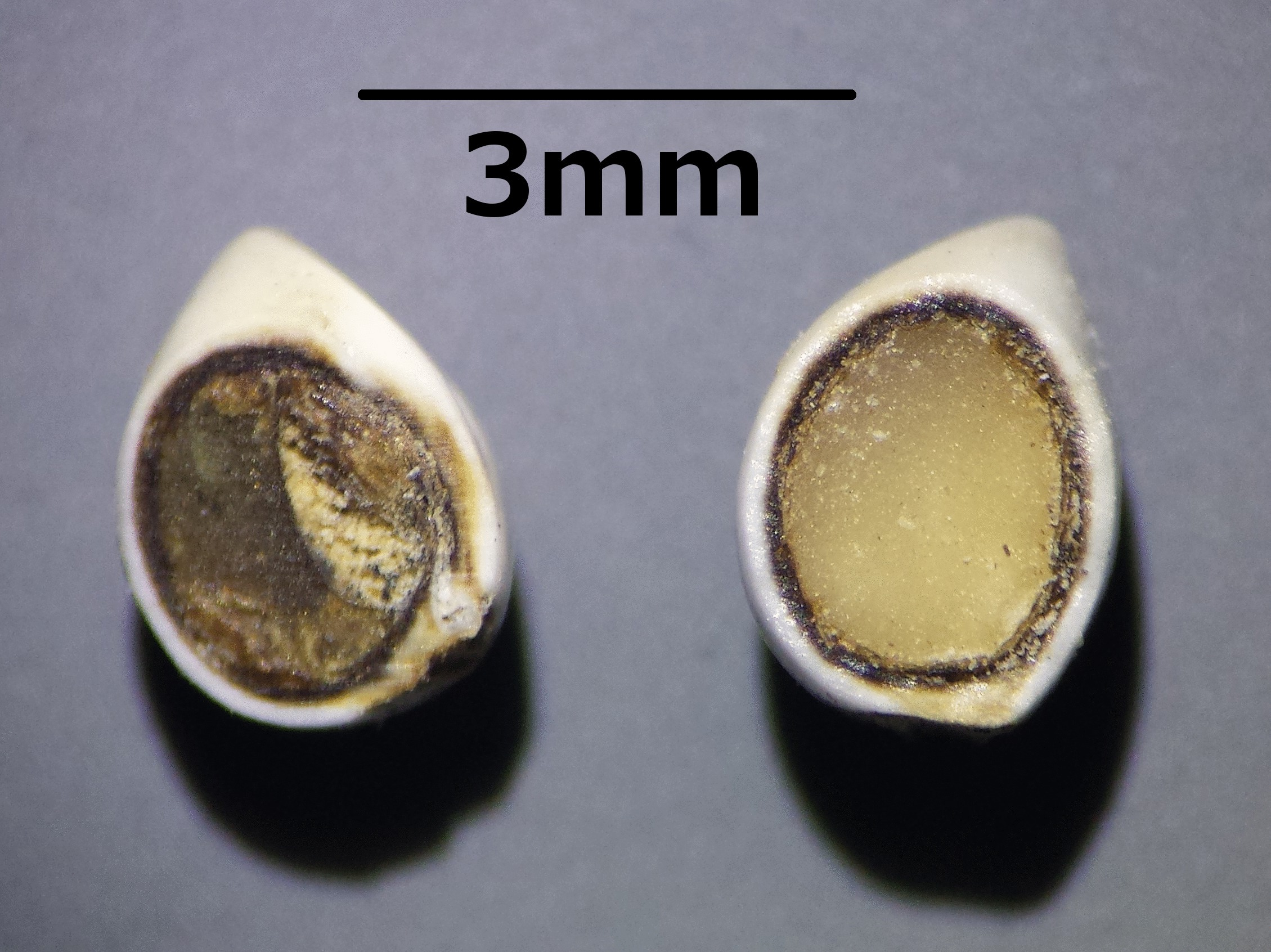
Teilfrüchte, geöffnet
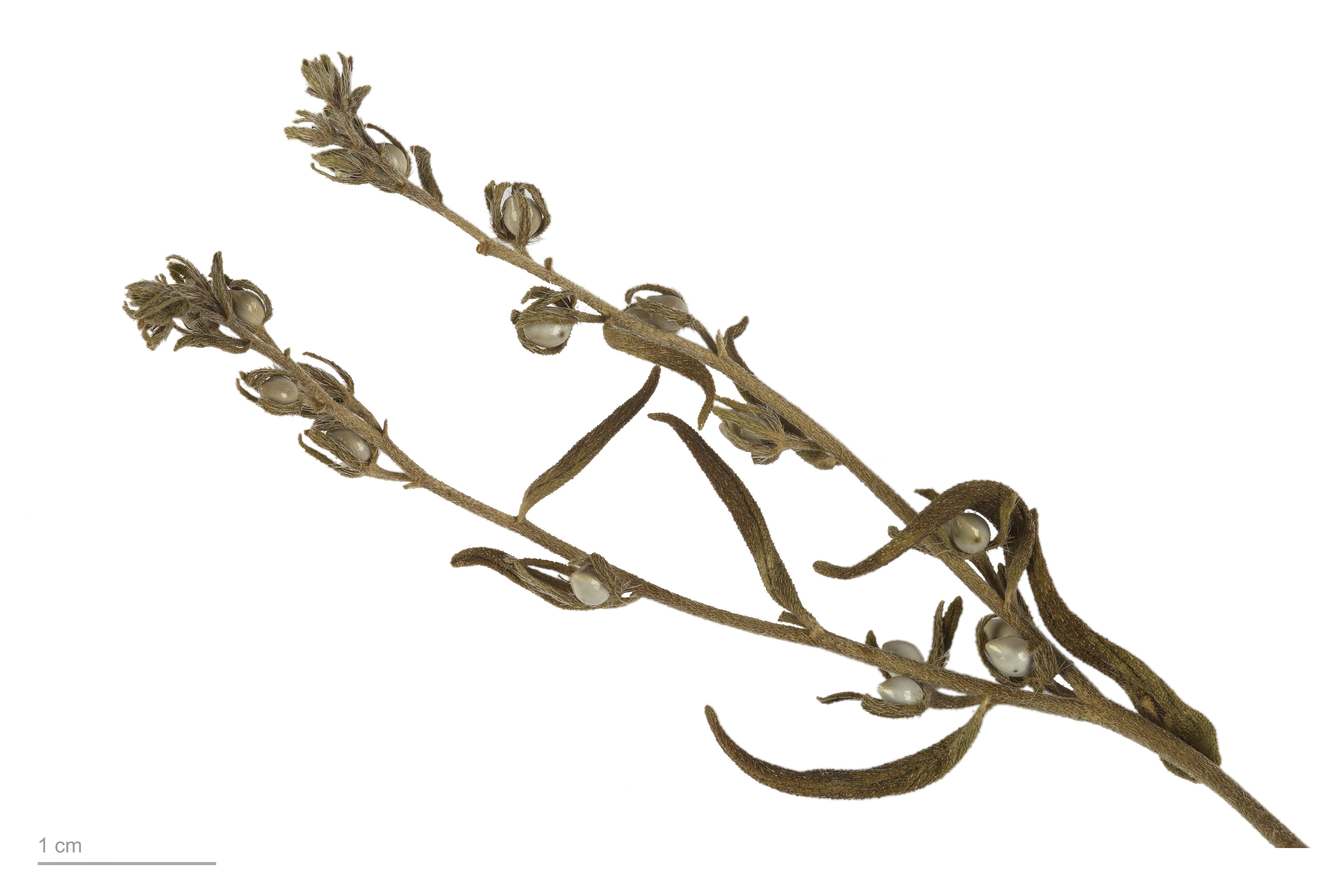
Früchte